# Capensibufo rosei
Capensibufo rosei (tên tiếng Anh là Rose's Mountain Toad) là một loài cóc thuộc họ Bufonidae.
Đây là loài đặc hữu của Nam Phi.
Môi trường sống tự nhiên của chúng là thảm cây bụi kiểu Địa Trung Hải và đầm nước ngọt có nước theo mùa.
Chúng hiện đang bị đe dọa vì mất nơi sống.